# Marawi
Marawi là một thành phố Hồi giáo và là thủ phủ của tỉnh Lanao del Sur trên hòn đảo Mindanao tại Philippines. Người dân thành phố Marawi nói tiếng Maranao, được đặt theo tên của hồ Lanao, hồ nước lớn nằm ở phía nam của thành phố. Thành phố là nơi bắt đầu của sông Agus, là dòng sông chảy từ hồ Lanao ra. Tổng diện tích của thành phố là 87,55 km².

## Lịch sử
Marawi từng được biết đến với tên gọi Dansalan khi nó còn là thủ phủ của tỉnh tỉnh Lanao thống nhất từ năm 1907 đến 1940. Dansalan trong tiếng Maranao là một nơi tàu bỏ neo—một cảng đậu thuyền.
Việc đổi tên thành phố sang "Thành phố Hồi giáo Marawi" được vào dự luật 261 của Nghị viện được cho là để thu hút đầu tư từ khu vực Trung Đông.
Ngày 23 tháng 5 năm 2017, một cuộc tấn công khủng bố do phiến quân Maute đã xảy ra khiến 13 dân thường thiệt mạng.

## Hành chính

### Barangays
Marawi được chia thành 96 barangay.
| - Ambolong - Bacolod Chico Proper - Banga - Bangco - Banggolo Poblacion - Bangon - Beyaba-Damag - Bito Buadi Itowa - Bito Buadi Parba - Bubonga Pagalamatan - Bubonga Lilod Madaya - Boganga - Boto Ambolong - Bubonga Cadayonan - Bubong Lumbac - Bubonga Marawi - Bubonga Punod - Cabasaran - Cabingan - Cadayonan - Cadayonan I - Calocan East - Calocan West - Kormatan Matampay - Daguduban - Dansalan - Datu Sa Dansalan - Dayawan - Dimaluna - Dulay - Dulay West - East Basak | - Emie Punud - Fort - Gadongan - Buadi Sacayo (Green) - Guimba (Lilod Proper) - Kapantaran - Kilala - Lilod Madaya (Pob.) - Lilod Saduc - Lomidong - Lumbaca Madaya (Pob.) - Lumbac Marinaut - Lumbaca Toros - Malimono - Basak Malutlut - Gadongan Mapantao - Amito Marantao - Marinaut East - Marinaut West - Matampay - Pantaon (Langcaf) - Mipaga Proper - Moncado Colony - Moncado Kadingilan - Moriatao Loksadato - Datu Naga - Navarro (Datu Saber) - Olawa Ambolong - Pagalamatan Gambai - Pagayawan - Panggao Saduc - Papandayan | - Papandayan Caniogan - Paridi - Patani - Pindolonan - Poona Marantao - Puga-an - Rapasun MSU - Raya Madaya I - Raya Madaya II - Raya Saduc - Rorogagus Proper - Rorogagus East - Sabala Manao - Sabala Manao Proper - Saduc Proper - Sagonsongan - Sangcay Dansalan - Somiorang - South Madaya Proper - Sugod Proper - Tampilong - Timbangalan - Tuca Ambolong - Tolali - Toros - Tuca - Tuca Marinaut - Tongantongan-Tuca Timbangalan - Wawalayan Calocan - Wawalayan Marinaut - Marawi Poblacion - Norhaya Village |